# Bliżów
Bliżów – wieś w Polsce położona w województwie lubelskim, w powiecie zamojskim, w gminie Adamów. W latach 1975–1998 miejscowość należała administracyjnie do województwa zamojskiego.
Wieś jest sołectwem w gminie Adamów. Według Narodowego Spisu Powszechnego z roku 2011 wieś liczyła 249 mieszkańców i była dziewiątą co do liczby ludności miejscowością gminy.
Wierni Kościoła rzymskokatolickiego należą do parafii św. Andrzeja Boboli w Kosobudach.

## Części wsi
| SIMC    | Nazwa          | Rodzaj    |
| ------- | -------------- | --------- |
| 0884909 | Bliżów-Kolonia | część wsi |
| 0884915 | Wojda          | część wsi |

Integralną częścią wsi jest położona w jej północno-zachodniej części osada Wojda, miejsce jednej z bitew powstania zamojskiego.

## Związani z Bliżowem
- Olga Sipowicz, czyli Kora, liderka zespołu Maanam, miała dom w Bliżowie-Kolonii, w którym spędziła ostatnie dni swojego życia (zm. 28 lipca 2018(dts))[10][11].